# Керол Квін
Керол Квін ― американська авторка, редакторка, соціологиня та сексологиня, відома у русі секс-позитивного фемінізму. Квін ― дворазова очільниця ЛГБТК-прайду у Сан-Франциско. Квін писала книгу про сексуальність людини «Справжня оголена дівчина: хроніки сексуально-позитивної культури». Вона написала секс-підручник «Ексгібіціонізм для сором'язливих: демонструвати, одягатись і говорити гаряче», а також еротику, наприклад, роман «Шкіряний тато і жінка». Квін створила фільми для дорослих, події, майстер-класи та лекції. Також вона працювала редакторкою збірок та антологій. Вона є сексом-позитивною секс-педагогинею у США.

## Good Vibrations
Квін працює штатним сексологом компанії Good Vibrations, що займається продажем секс-іграшок у Сан-Франциско. Вона розробила освітню програму, яка підготувала багатьох інших нинішніх та колишніх секс-педагогів на базі Good Vibrations, включаючи Вайолет Блю, Чарлі Глікман та Стейсі Хейнс. Наразі вона все ще працює в GV штатною сексологинею та головної директорки з питань культури.

## Письменниця
Квін відома як професійна редакторка, письменниця і коментаторка таких творів, як «Справжня оголена дівчина: хроніки сексуально-позитивної культури», «Помосексуали» та «Ексгібіціонізм для сором'язливих». Вона писала для журналів та збірників, таких як The Journal of Bisexuality та The International Encyclopedia of Human Sexuality. Вона внесла твір «The Queer in Me» в антологію Bi Any Other Name: Bisexual People Speak Out.

## Абсексуальність
Неологізм ― абсексуальність (absexual) також запровадила Квін, хоча його придумав її партнер. Заснований на префіксі ab- (як у «abhor» або «abreaction»), він представляє форму сексуальності, коли хтось стимулюється шляхом віддалення від сексуальності або морально протистоїть сексу. Бетті Додсон визначила цей термін як опис «людей, які відмовляються скаржитися на секс і намагаються цензурувати порно». Станом на  2010 абсексуальність не є офіційним психіатричним терміном. Квін запропонувала включити цю концепцію до DSM-5 Американської психіатричної асоціації. Даррелл Хамамото розглядає погляд Квін на абсексуальність як жартівливий: «„нинішня“ абсексуальність, яку охоплюють багато прогресивних і консервативних критиків порнографічної літератури, сама по собі є своєрідним злом, що випливає з компульсивної потреби нав'язати власні сексуальні звичаї тим, кого вони самозаконливо засуджувати як зневажливих докірів».

## Розробка SHARP
У 2000 році Квін разом зі своїм партнером Робертом Морганом Лоуренсом опублікувала спільно написане есе в Journal of Bisexuality, де детально викладається роль бісексуалів Сан-Франциско у розробці стратегій безпечного сексу у відповідь на кризу СНІДу, що сталась у 1980-х.
Квін та Лоуренс розробили тренінгу з переоцінки сексуального ставлення, який вони назвали Процесом реструктуризації ставлення до сексуального здоров'я або SHARP. Спочатку програма, започаткована IASHS, SHARP описується як поєднання «лекцій, фільмів, відео, слайдів та особистого обміну». У 2007 році Квін висловила намір відновити тренінг SHARP, який зараз називають SARP або Процедура переоцінки сексуального ставлення.

## Особисте життя
Квін — вікканка (язичниця). Бісексуалка.

## Праці

### Авторка
- Real Live Nude Girl: Chronicles of Sex-Positive Culture (Cleis Press, 1997) ISBN 1-57344-073-6 — reissued 2002 with new introduction and updated Recommended Reading list.
- Exhibitionism for the Shy: Show Off, Dress Up and Talk Hot (Down There Press, 1995; Quality Paperback Book Club Edition, 1997) ISBN 0-940208-16-4 — excerpted in the German book Dirty Talking (Schwarzkopf und Schwarzkopf, 2002); also translated into Chinese (Hsin-Lin Books, 2003)
- The Leather Daddy and the Femme (Cleis Press, 1998) ISBN 0-940208-31-8

### Редактор
- More 5 Minute Erotica, (Running Press, 2007)
- Whipped: 20 Erotic Stories of Female Dominance (Chamberlain Bros., 2005) ISBN 1-59609-046-4
- Best Bisexual Erotica (Best of Series Vol. 1), with Bill Brent (Circlet Press, 2003) ISBN 1-885865-47-3
- 5 Minute Erotica (Running Press, 2003) ISBN 0-7624-1560-6
- Speaking Parts: Provocative Lesbian Erotica, with M. Christian (Alyson Books, 2002) ISBN 1-55583-700-X
- Best Bisexual Erotica Vol. 2, with Bill Brent (Circlet/Black Books, 2001) ISBN 1-892723-10-7
- Best Bisexual Erotica, with Bill Brent (Circlet/Black Books, 2000) ISBN 0-7394-1209-4
- Sex Spoken Here: Stories from the Good Vibrations Erotic Reading Circle, with Jack R. Davis (Down There Press, 1998) ISBN 0-940208-19-9
- PoMoSexuals: Challenging Assumptions About Gender and Sexuality, with Lawrence Schimel (Cleis Press, 1997) ISBN 1-57344-074-4 — winner of a 1998 Lambda Literary Award
- Switch Hitters: Lesbians Write Gay Male Erotica and Gay Men Write Lesbian Erotica, with Lawrence Schimel (Cleis Press, 1996) ISBN 1-57344-021-3 [partially reprinted with new material in German under the title Sexperimente (Querverlag, 1999)]

### Фільм
- Carol Queen's Great Vibrations: An Explicit Guide to Vibrators, Blank Tapes, ~1997.